# Скрипник Леонід Гаврилович
Леонід Гаврилович Скрипник (псевдонім — Л. Лайн; 1893 — 23 лютого 1929, Харків) — український письменник.

## Життєпис
За фахом — інженер. Закінчив Київський політехнічний інститут. Працював у вченого Миколи Жуковського аеродинаміком.
1914 року був мобілізований до армії, будував Мурманську залізницю.
Після революції працював на залізниці в Києві, Одеській кінофабриці, в журналі «Всесвіт», в газеті «Культура і побут».
Належав до літературної організації «Нова генерація».
Автор «Нарисів з теорії мистецтва кіно» (1928), роману «Інтелігент» (1929), в журналах були надруковані повісті і романи («Епізоди з життя чудної людини», «Іван Петрович» та ін.).